# Gleirscher Fernerkogel
Le Gleirscher Fernerkogel est une montagne qui s’élève à 3 189 m d’altitude dans les Alpes de Stubai, en Autriche.